# 남동구의 행정 구역

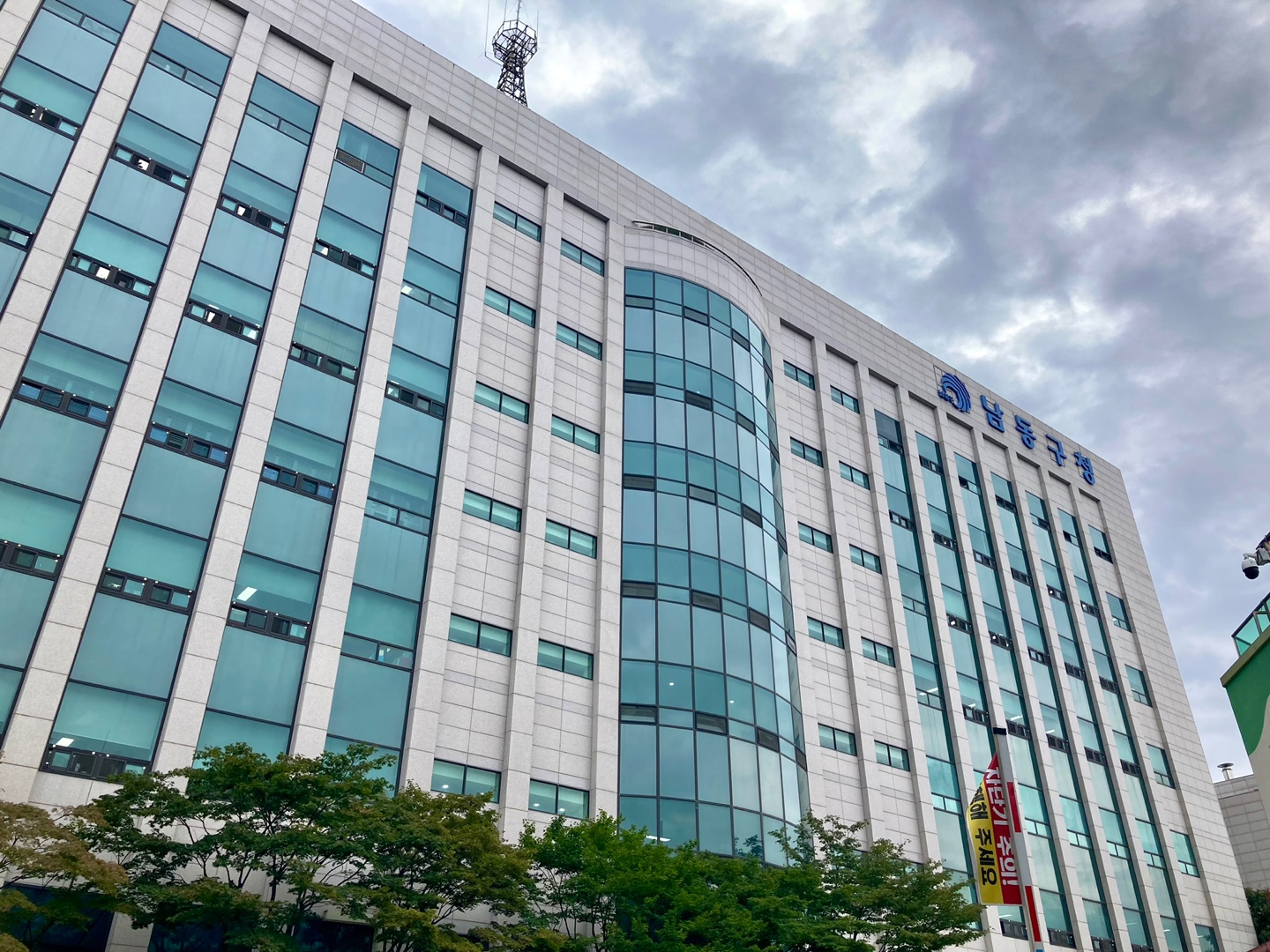
남동구청(소래로 633)

인천 남동구의 행정 구역은 20개동 608개통, 3,493개반으로 구성되어 있다. 인천 남동구의 면적은 56.84 km2이며 인천의 5.7%를 차지 한다. 인구는 2012년 7월 1일을 기준으로 190,440 세대, 500,665 명이다.

## 행정 구역
| 동         | 한자       | 인구   | 면적   |
| ---------- | ---------- | ------ | ------ |
| 구월1동    | 九月1洞    | 27,576 | 2.69   |
| 구월2동    | 九月2洞    | 42,458 | 1.06   |
| 구월3동    | 九月3洞    | 13,690 | 0.76   |
| 구월4동    | 九月4洞    | 20,260 | 0.91   |
| 간석1동    | 間石1洞    | 26,703 | 0.87   |
| 간석2동    | 間石1洞    | 20,650 | 0.41   |
| 간석3동    | 間石3洞    | 28,653 | 1.84   |
| 간석4동    | 間石4洞    | 27,796 | 1.07   |
| 논현1동    | 論峴1洞    | 31,403 | 4.51   |
| 논현2동    | 論峴2洞    | 34,035 | 3.31   |
| 논현고잔동 | 論峴古棧洞 | 33,782 | 10.5   |
| 만수1동    | 萬壽1洞    | 19,910 | 0.69   |
| 만수2동    | 萬壽2洞    | 29,824 | 1.26   |
| 만수3동    | 萬壽3洞    | 20,630 | 0.91   |
| 만수4동    | 萬壽4洞    | 22,641 | 0.89   |
| 만수5동    | 萬壽5洞    | 19,573 | 0.54   |
| 만수6동    | 萬壽6洞    | 29,863 | 1.73   |
| 서창2동    | 西昌2洞    | 2.4    | 35,957 |
| 장수서창동 | 長壽西昌洞 | 22,801 | 13.97  |
| 남촌도림동 | 南村桃林洞 | 25,058 | 9.76   |

## 법정동
| 법정동         | 행정동                                               |
| -------------- | ---------------------------------------------------- |
| 구월동(九月洞) | 구월1동, 구월2동, 구월3동, 구월4동                   |
| 간석동(間石洞) | 간석1동, 간석2동, 간석3동, 간석4동                   |
| 만수동(萬壽洞) | 만수1동, 만수2동, 만수3동, 만수4동, 만수5동, 만수6동 |
| 장수동(長壽洞) | 장수서창동 (일부)                                    |
| 운연동(雲宴洞) | 장수서창동 (일부)                                    |
| 서창동(西昌洞) | 장수서창동 (일부), 서창2동                           |
| 남촌동(南村洞) | 남촌도림동                                           |
| 수산동(壽山洞) | 남촌도림동                                           |
| 도림동(桃林洞) | 남촌도림동                                           |
| 논현동(論峴洞) | 논현1동, 논현2동, 논현고잔동 (일부)                  |
| 고잔동(古棧洞) | 논현고잔동 (일부)                                    |

## 연혁
- 1988년 1월 1일 남구의 일부를 관할로 남동구를 설치하였다.[2]

| 개편 전                                                                                                   | 개편 후                                                                             |
| --- | ----------------------------------------------------------------------------------- |
| 남구 구월동,간석동,남촌동,만수동,장수동,서창동,운연동,도림동,수산동,논현동,고잔동,선학동 일부,동춘동 일부 | 남동구 구월동,간석동,남촌동,만수동,장수동,서창동,운연동,도림동,수산동,논현동,고잔동 |
- 1988년 5월 1일 자치구로 승격하였다.[3]
- 1989년 1월 1일 남동구보건소를 설치하였다.
- 1989년 5월 15일 만수2동을 만수4동으로 분동하였다. (14행정동)
- 1990년 1월 1일 간석1동을 간석4동으로 분동하였다. (15행정동)
- 1991년 8월 26일 구월1동을 구월3동으로, 만수1동을 만수5동으로, 도림동을 남촌동으로 각각 분동하였다. (18행정동)
- 1992년 1월 1일 남동공단출장소를 설치하였다.
- 1993년 12월 1일 구월1동을 구월4동으로, 만수1동을 만수6동으로 각각 분동하였다. (20행정동)
- 1995년 1월 1일 인천광역시 남동구로 개칭하였다.[4]
- 1998년 11월 1일 장수동과 서창동을 장수서창동으로, 남촌동과 도림동을 남촌도림동으로, 논현동과 고잔동을 논현고잔동으로 각각 합동하였다. (17행정동)
- 2009년 7월 20일 논현고잔동을 논현동으로 분동하였다.[5](18행정동)
- 2011년 5월 20일 행정동 논현동을 논현1동으로 개칭하고, 논현고잔동을 논현2동, 논현고잔동으로 분동하였다.[6] (19행정동)
- 2018년 11월 5일 장수서창동을 서창2동으로 분동하였다. (20행정동)

## 같이 보기
- 남동구청
- 남동구청장
- 남동구청역